# Smetana (planetka)
(2047) Smetana je planetka nacházející se v hlavním pásu asteroidů. Objevil ji český astronom Luboš Kohoutek 26. října 1971. Byla pojmenována podle českého hudebního skladatele Bedřicha Smetany. Kolem Slunce oběhne jednou za 2,56 let.